# 설예은
설예은(1996년 8월 26일~)은 대한민국의 컬링 선수로 포지션은 리드이다. 현재 경기도청 컬링단 소속으로 활동하고 있다.

## 개인사
쌍둥이 언니인 설예지 또한 컬링 선수이다.
컬링계의 아이돌로 불리며, 독보적인 미모를 가진 선수이다.
2025 하얼빈 동계올림픽 컬링 종목에 참여하여 방송에 미모가 돋보이게 되면서 응원하는 팬층이 더욱 늘고 있다.